# Neodrillia
Neodrillia é um gênero de gastrópodes pertencente a família Drilliidae.

## Espécies
- Neodrillia albicoma (Dall, 1889)
- Neodrillia blakensis (Tippett, 2007)
- Neodrillia crassa Fallon, 2016
- Neodrillia cydia Bartsch, 1943[2]
- Neodrillia princeps Fallon, 2016

Espécies trazidas para a sinonímia
- Neodrillia antiguensis Bartsch, 1943: sinônimo de Neodrillia cydia Bartsch, 1943
- Neodrillia barbadensis Bartsch, 1943: sinônimo de Neodrillia cydia Bartsch, 1943
- Neodrillia blacki Petuch, 2003:[3] sinônimo de Fenimorea moseri (Dall, 1889)
- Neodrillia encia Bartsch, 1943: sinônimo de Neodrillia cydia Bartsch, 1943
- Neodrillia euphanes (J.C. Melvill, 1923): sinônimo de Drillia euphanes J.C. Melvill, 1923
- Neodrillia jamaicensis Bartsch, 1943: sinônimo de Neodrillia cydia Bartsch, 1943